# Rorschacherberg
Rorschacherberg (toponimo tedesco) è un comune svizzero di 7 685 abitanti del Canton San Gallo, nel distretto di Rorschach.

## Geografia fisica
Il territorio di Rorschacherberg si estende sulla sponda sudorientale del lago di Costanza e sulle alture che la sovrastano; è un agglomerato di diversi insediamenti senza un vero e proprio centro. Il 46,1% della superficie è utilizzato per scopi agricoli, il 26,3% è boschivo, il 27,2% è costituito da edifici o strade e lo 0,4% è improduttivo (fiumi o laghi).

## Storia
Mentre alcuni dei paesi che compongono Rorschacherberg sono menzionati nel XIII e nel XIV secolo (Koblen, Eschlen e Hüttenmoos), la regione denominata Rorschacherberg (o Roschacherberg) è menzionata per la prima volta nel XV secolo; il comune politico di Rorschacherberg è stato istituito nel 1803 e nel 1805 ha inglobato la località di Unterstaad, fino ad allora frazione di Thal.

## Monumenti e luoghi d'interesse
- Castello di Sant'Anna, costruito nel XII secolo[3];
- Castello di Wartensee, attestato dal 1264, fatto ricostruire nel 1843-1853 da Robert Lucas de Pearsall in stile neogotico[3][5];
- Castello di Wartegg, fatto costruire nel 1557 da Kaspar Blarer von Wartensee[3][6];
- Castello di Wiggen[3].

## Società

### Evoluzione demografica
L'evoluzione demografica è riportata nella seguente tabella:
Abitanti censiti

## Geografia antropica

### Urbanistica
Rorschacherberg costituisce un'agglomerazione urbana con la limitrofa città di Rorschach.

### Frazioni
Tra le frazioni di Rorschacherberg figurano:
- Eschlen
- Fronberg
- Grueben
- Hof (già Ennethof)
- Hüttenmoos
- Hohriet
- Koblen
- Kolprüti
- Unterstaad[4]

## Economia
Rorschacherberg è un comune prevalentemente residenziale.

## Infrastrutture e trasporti
Rorschacherberg è attraversato dalle strade principali 7 e 13 ed è servito dalle stazioni di Seebleiche e di Sandbüchel sulla ferrovia Rorschach-Heiden (linea S25 della rete celere di San Gallo).